# 숨은 소리
《숨은 소리》는 1984년 4월 29일에 MBC TV에서 방영되었던 베스트셀러극장이다.

## 줄거리
정체불명의 남자 사인은
여의사 지영(정애리)은 어느날 정체불명의 사나이로부터 한 남자의 죽음을 알리는 편지를 받게 된다.
정체불명의 남자는 누구이며 죽은 남자하고 자신의 관계를 어떻게 알았는지 궁금해하던 지영은 「한 인간을 죽음으로 몰아넣은 결정적 원인」에 대하여 심사숙고한다.

## 출연
- 정애리
- 전무송
- 김성녀
- 김용건
- 김무생
- 이정길
- 김인태
- 김애경
- 김길호
- 김성일
- 한애경